# Barrett M98B
Das Barrett M98B (oder auch Barrett 98 Bravo) ist ein Scharfschützengewehr, das von Barrett Firearms Manufacturing, Inc in den USA entwickelt wurde und produziert wird. Die Waffe ist eine Repetierbüchse und verschießt .338 Lapua Magnum-Munition. Die M98B wurde offiziell im Oktober 2008 vorgestellt und befindet sich seit 2009 in den USA im Handel.

## Grundlegendes
Die Entwicklung des M98B begann 1997 mit dem Ziel ein taktisches Scharfschützengewehr für .338 Lapua Magnum-Munition zu entwickeln, das nicht auf dem Design vorhandener Sportgewehre basiert.